# Personal Genome Project
Das Personal Genome Project (PGP) plant die Veröffentlichung des vollständigen Genoms sowie der medizinischen Daten seiner Teilnehmer, um damit weitere Forschung im Bereich der Pharmakogenetik zu ermöglichen. Es wurde vom Molekularbiologen George M. Church (Harvard, USA) initiiert und im Januar 2006 offiziell bekannt gegeben.
Das Projekt wird biometrische sowie medizinische Informationen der Teilnehmer kostenlos im Internet veröffentlichen, so dass Wissenschaftler damit verschiedene Hypothesen zum Zusammenhang von Genotyp, Umwelt und Phänotyp überprüfen können. Alle Daten werden zusammen mit den Namen der Teilnehmer, d. h. nicht anonymisiert veröffentlicht. Ein wichtiger Bestandteil des Projekts wird in der Erforschung der Risiken für die Versuchspersonen bestehen, wie zum Beispiel mögliche Diskriminierung durch Versicherungen und Arbeitgeber, falls das Genom auf eine Prädisposition für bestimmte Krankheiten verweisen sollte.
Die Ethik-Kommission der Harvard Medical School schrieb vor, dass die ersten Kandidaten einen Master-Abschluss in Genetik besitzen sollten oder über „gleichwertiges Verständnis der genetischen Forschung“ verfügen müssten, um alle Aspekte der Studie verstehen zu können. Ziel des Personal Genome Project ist es weltweit mindestens 100.000 Teilnehmer zu gewinnen.
Das langfristige Ziel des Personal Genome Project ist es, allen Menschen den Zugang zu ihrem Genotyp zu verschaffen, um diesen für pharmakogenetische Entscheidungen zu verwenden.
Ob das Ziel erreicht werden oder repräsentative Daten zur Verfügung stellen kann, ist allerdings fraglich, da sich auch nach fast 15 Jahren nur die Bürger der USA, Kanadas und Großbritanniens für das Projekt anmelden können. In Österreich ruht das Projekt wegen mangelnder Finanzierung, China wird genannt, aber es ist zurzeit nicht möglich, näheres über die Teilnahmebedingungen zu erfahren.